# One Wild Night: Live 1985-2001
One Wild Night: Live 1985-2001 är rockgruppen Bon Jovis första livealbum. Det släpptes den 22 maj 2001 med låtar från hela deras karriär i liveformat. Det mesta är inspelat från Crush-turnén men även material från Live in London och från 7800 Fahrenheit-turnén finns med.

## Låtlista
1. "It's My Life" (Jon Bon Jovi/Max Martin/Richie Sambora) - 3:51
2. "Livin' on a Prayer" (Jon Bon Jovi/Desmond Child/Richie Sambora) - 5:14
3. "You Give Love a Bad Name" (Jon Bon Jovi/Desmond Child/Richie Sambora) - 3:54
4. "Keep the Faith" (Jon Bon Jovi/Desmond Child/Richie Sambora) - 6:20
5. "Someday I'll Be Saturday Night" (Jon Bon Jovi/Desmond Child/Richie Sambora) - 6:30
6. "Rockin' in the Free World" (Neil Young) - 5:40
7. "Something to Believe In" (Jon Bon Jovi) - 6:01
8. "Wanted Dead or Alive" (Jon Bon Jovi/Desmond Child/Richie Sambora) - 6:00
9. "Runaway" (Bon Jovi/Jon Bon Jovi/George Karak) - 4:47
10. "In and Out of Love" (Jon Bon Jovi) - 6:12
11. "I Don't Like Mondays" (Bob Geldof) - 5:38
12. "Just Older" (Jon Bon Jovi/Billy Falcon) - 5:13
13. "Something for the Pain" (Jon Bon Jovi/Desmond Child/Richie Sambora) - 4:23
14. "Bad Medicine" (Jon Bon Jovi/Desmond Child/Richie Sambora) - 4:20
15. "One Wild Night 2001" (Jon Bon Jovi/Desmond Child/Richie Sambora) - 3:46

## Medverkande
- Jon Bon Jovi - sång, gitarr, maracas
- Richie Sambora - gitarr, talk box, akustisk gitarr, bakgrundssång
- David Bryan - keyboard, bakgrundssång
- Tico Torres - trummor
- Huey McDonald - bas, bakgrundssång